# Hardwarefehler
Der Hardwarefehler ist im Gegensatz zum Programmfehler die Bezeichnung für das Versagen von Hardware einer elektronischen Datenverarbeitungsanlage. Diese können durch Fehler im Design oder der Herstellung, aber auch durch nachträgliche Veränderungen oder unsachgemäße Handhabung verursacht werden. Die häufigste Quelle stellen fehlerhafter Einbau dar, direkt gefolgt von nachträglichen Veränderungen wie etwa Übertaktung.
Während Herstellungs- und Designfehler in der Regel irreversibel sind und erst bei der folgenden Produktgeneration behoben werden können, sind Hardwarefehler infolge nachträglicher Veränderungen, sofern noch keine physikalischen Schäden an Hardwarekomponenten aufgetreten sind, reversibel, indem die Veränderungen rückgängig gemacht werden. 
Einer der bekanntesten Fehler im Design ist der Pentium-FDIV-Bug: Ein Prozessor der Marke Pentium hat bei Gleitkommadivisionen falsche Ergebnisse geliefert, was zu einem großen Wirbel in der Öffentlichkeit führte, aber keine anderen spektakulären Auswirkungen hatte.
Eine zunehmend häufigere Ursache für Hardwarefehler entsteht durch die Verkleinerung der Hardwarestrukturen. So können bereits geringe Fertigungsabweichungen sowohl zu sofortigen als auch schleichenden Hardwarefehlern führen. So kann etwa bereits der normale Betrieb z. B. durch Temperaturwechselbelastungen oder Elektromigration (siehe SNDS) zu bleibenden Veränderungen (Alterung) der Hardware führen, die beim Überschreiten bestimmter Toleranzgrenzen Hardwarefehler auslösen können. Faktoren wie unzureichende Kühlung oder Übertakten können diese Vorgänge stark beschleunigen.
Hardwarefehler führen meist dazu, dass sich die auf der Hardware laufenden Programme und das System nicht wie spezifiziert verhalten. In so einem Fall ist zunächst nicht bekannt, ob ein Hard- oder Softwarefehler vorliegt. Kann ein Hardwarefehler nicht ausgeschlossen werden, so wird zu dessen Lokalisierung möglichst fehlerfreie und einfach handhabbare Software benötigt, die sich vorzugsweise komplett von einem Wechselmedium (Diskette, CD-ROM, USB-Stick) aus starten lässt.
Da Hardwarefehler nie auszuschließen sind, werden in sicherheitsrelevanten Bereichen fehlertolerante Systeme verwendet.
Zu den häufigsten Hardwarefehlern, die sowohl ab Werk als auch erst später im Betrieb auftreten können, gehören defekte Sektoren auf Festplatten und defekte Speicherbereiche in Speichermodulen, die üblicherweise als Arbeitsspeicher (RAM) eingesetzt werden. Wegen der Häufigkeit dieser Hardwarefehler existieren für beide Fälle einfache Diagnoseprogramme, die auch von Wechselmedien aus gestartet werden können.
Aufgrund ähnlicher Symptome sind Hardwarefehler oft schwer von Treiberproblemen unterscheidbar.
Ebenfalls darf man Hardwarefehler nicht mit Soft Errors verwechseln, die zwar die gleichen Symptome wie Hardwarefehler hervorrufen, jedoch nicht auf defekte Hardware zurückzuführen sind, sondern auf zufällige Ereignisse wie z. B. kosmische Strahlung.